# Jennifer McClellan
Jennifer Leigh McClellan, née le 28 décembre 1972 à Petersburg en Virginie, est une avocate et femme politique américaine. Membre du Parti démocrate, elle est élue de Virginie à la Chambre des représentants des États-Unis depuis 2023.

## Biographie
Jennifer McClellan nait à Petersburg, Virginie. Ses parents travaillent pour l'Université d'État de Virginie, son père en tant que professeur et sa mère en tant que conseillère, et sont impliqués dans l'activisme des droits civiques. Elle obtient une licence en anglais et en sciences politiques de l'université de Richmond en 1994 et un doctorat en droit de l'université de Virginie en 1997,.
En 2006, elle est élue pour le 71e district à la Chambre des délégués de Virginie. Elle est régulièrement réélue et est en 2010, devient la première déléguée de Virginie à participer à une session législative en étant enceinte. Lorsque Terry McAuliffe est élu gouverneur de Virginie en 2013, elle dirige l'équipe de transition.
En 2017, à la suite de l'élection de Donald McEachin à la Chambre des représentants des États-Unis, elle candidate pour le siège du 9e district du Sénat de Virginie, laissé vacant. Elle est élue le 10 janvier et quitte la Chambre des délégués.
En juin 2020, elle annonce son intention d'être candidate au poste de gouverneur de Virginie l'année suivante. Elle termine troisième de la primaire démocrate, devancée par l'ancien gouverneur Terry McAuliffe et Jennifer Carroll. .McAuliffe a ensuite perdu de justesse les élections générales face au républicain Glenn Youngkin.
À la suite du décès de Donald McEachin, tout juste réélu représentant de Virginie, elle e présente à la primaire interne pour le remplacer à la Chambre des représentants des États-Unis. Désignée candidate en décembre 2022, elle est élue représentante pour le quatrième district congressionnel de Virginie lors de l'élection partielle le 21 février 2023, obtenant plus de 70 % des suffrages. Elle succède ainsi pour la deuxième fois à McEachin.
Elle prend ses fonctions le 7 mars 2023, devenant alors la première députée noire de Virginie.
Elle est réélue en novembre 2024 en battant le républicain Bill Moher.